# Бергамаско (Павија)
Бергамаско је насеље у Италији у округу Павија, региону Ломбардија.
Према процени из 2011. у насељу је живело 54 становника. Насеље се налази на надморској висини од 256 м.